# Let's Get It Started
«Let's Get It Started» es una canción de la banda de hip hop The Black Eyed Peas. Es el cuarto sencillo extraído del álbum Elephunk (2003), siendo la versión de radio de la original: Let's Get Retarded.
También está incluida en la banda sonora de películas como Harold & Kumar Go to White Castle, La barbería 2: vuelta al negocio, It's a boy/girl thing, White Chicks y Hot Tub Time Machine. La canción fue elegida como tema para los playoffs de la NBA 2004. Además interpretaron la canción en las elecciones demócratas de Estados Unidos. La banda prestó su imagen y la canción para el videojuego inglés: The Urbz: Sims in the City.

## Controversia
La frase «Let's get Retarded» es un término de argot utilizado en los Estados Unidos que significa consumir sustancias tóxicas como alcohol o drogas hasta el punto en que se es incapaz de comunicarse verbalmente. La frase se utiliza a menudo en el argot cotidiano, sin embargo, «retard» es un término utilizado para las personas con enfermedades mentales, y «retarded» se considera bastante ofensivo. Por eso algunas emisoras de radio consideraron no apta esta canción como para publicarla. En 2004 la letra de la canción se editó a causa de esta polémica y «Let's Get It Started» encontró su camino en las emisoras de radio, bandas sonoras de películas y videojuegos entre otros temas.

## Video musical
El vídeo musical dirigido por Francis Lawrence transcurre en una zona urbana por la noche. Cuenta con el líder de la banda, Will.i.am realizando enérgicos bailes y cantando la canción, mientras que diversos objetos en el fondo (incluido un piano de cola) se aplastan contra el suelo. El video transcurre con el resto de la banda cantando los coros de la canción a una multitud de gente.
El vídeo consiguió la posición número 34 en la lista MuchMusic de videos más polémicos.

## Lista de canciones
Sencillo en CD
1. «Let's Get It Started» (Spike Mix)
2. «Way U Make Me Feel» (Album Version Explicit)
3. «Let's Get Retarded» (Album Version Explicit)
4. «Let's Get It Started» Music Video

The Urbz Edition – EP
1. «Let's Get It Started» (Spike Mix) – 3:39
2. «Ga Ra Ta Da» (Simlish Version) – 3:28
3. «The Sticky» – 4:39
4. «Friddy Dope» (Simlish Version) – 3:46

## Curiosidades
- El comienzo de la canción cuando Fergie canta a capela es un homenaje a la canción Fallin' de Alicia Keys.
- La canción interpola parte de la base instrumental de "Wannabe", famosa canción de Spice Girls (1996).
- Los Detroit Pistons utilizaban esta canción en cada uno de sus partidos para animar a la multitud.
- Esta canción se escucha en el evento de año nuevo en Times Square minutos antes de que la Bola de Times Square baje.
- El tema principal del videojuego Bully está basado en Let's Get It Started.
- Los Black Eyed Peas grabaron una versión de este tema para el videojuego The Urbz: Sims in the City.
- El tema también forma parte del videojuego de carreras Downhill Domination siendo este su versión original pero titulada como 'Get Retarted'.
- Existe una versión polka de la canción creada por el ganador de un Grammy, "Weird Al" Yankovic.
- Moe y Lisa en Los Simpson.
- American Dad! en Ruptura Vacacional.
- Monsters vs. Aliens

## Posicionamiento
| Listas (2004)                           | Posición |
| --------------------------------------- | -------- |
| Australia (ARIA)                        | 2        |
| Australia (ARIA Urban Singles)          | 1        |
| Austria (Ö3 Austria Top 40)             | 18       |
| Bélgica (Flandes) (Ultratop 50)         | 22       |
| Bélgica (Valonia) (Ultratop 50)         | 24       |
| Canadá (Nielsen SoundScan)              | 2        |
| Canadá CHR (Nielsen BDS)                | 1        |
| Canadá CHR/Pop Top 30 (Radio & Records) | 1        |
| Canadá Hot AC Top 30 (Radio & Records)  | 14       |
| CIS (TopHit Airplay)                    | 83       |
| República Checa (Rádio – Top 100)       | 6        |
| Dinamarca (Tracklisten)                 | 17       |
| Eurochart Hot 100 (Billboard)           | 14       |
| Francia (SNEP)                          | 7        |
| Alemania (Offizielle Deutsche Charts)   | 18       |
| Grecia (IFPI)                           | 38       |
| Hungría (Rádiós Top 40)                 | 37       |
| Hungría (Dance Top 40)                  | 1        |
| Irlanda (IRMA)                          | 11       |
| Italia (FIMI)                           | 12       |
| Países Bajos (Dutch Top 40)             | 11       |
| Países Bajos (Mega Single Top 100)      | 15       |
| Nueva Zelanda (Recorded Music NZ)       | 6        |
| Rumania (Romanian Top 100)              | 20       |
| Rusia (TopHit)                          | 52       |
| Escocia (Scottish Singles Sales Chart)  | 11       |
| Suiza (Schweizer Hitparade)             | 13       |
| Reino Unido (Official Charts Company)   | 11       |
| Estados Unidos (Billboard Hot 100)      | 21       |
| Estados Unidos (Adult Top 40)           | 29       |
| Estados Unidos (Dance/Mix Show Airplay) | 13       |
| Estados Unidos (Mainstream Top 40)      | 4        |
| Estados Unidos (Rhythmic)               | 36       |

| Gráfica (2020)                   | Pico de posición |
| -------------------------------- | ---------------- |
| Polonia (Polish Airplay Top 100) | 70               |

| Gráfica (2024)              | Pico de posición |
| --------------------------- | ---------------- |
| Kazajistan Airplay (TopHit) | 40               |

|